# Lissocampus bannwarthi
Lissocampus bannwarthi es una especie de pez de la familia Syngnathidae en el orden de los Syngnathiformes.

## Morfología
Los machos pueden alcanzar 13,2 cm de longitud total.

## Reproducción
Es ovovivíparo y el macho transporta los huevos en una bolsa ventral, la cual se encuentra debajo de la cola.

## Hábitat
Es un pez de mar y de clima tropical que vive entre 0-2 m de profundidad.

## Distribución geográfica
Se encuentra en el Golfo de Suez y el Golfo de Aqaba.